# Ahrweiler járás
Ahrweiler járás egy járás Rajna-vidék-Pfalz tartományban. 

## Városok és községek
| Önálló városok 1. Bad Neuenahr-Ahrweiler 2. Remagen 3. Sinzig Önálló község 1. Grafschaft |

Települések amik egy Verbandsgemeinde (Lau 1) tagjai

* A Verbandsgemeinde székhelye
| - 1. Verbandsgemeinde Adenau 1. Adenau, város * 2. Antweiler 3. Aremberg 4. Barweiler 5. Bauler 6. Dankerath 7. Dorsel 8. Dümpelfeld 9. Eichenbach 10. Fuchshofen 11. Harscheid 12. Herschbroich 13. Hoffeld 14. Honerath 15. Hümmel 16. Insul 17. Kaltenborn 18. Kottenborn 19. Leimbach 20. Meuspath 21. Müllenbach 22. Müsch 23. Nürburg 24. Ohlenhard 25. Pomster 26. Quiddelbach 27. Reifferscheid 28. Rodder 29. Schuld 30. Senscheid 31. Sierscheid 32. Trierscheid 33. Wershofen 34. Wiesemscheid 35. Wimbach 36. Winnerath 37. Wirft | - 2. Verbandsgemeinde Altenahr 1. Ahrbrück 2. Altenahr * 3. Berg 4. Dernau 5. Heckenbach 6. Hönningen 7. Kalenborn 8. Kesseling 9. Kirchsahr 10. Lind 11. Mayschoß 12. Rech - 3. Verbandsgemeinde Bad Breisig 1. Bad Breisig, város * 2. Brohl-Lützing 3. Gönnersdorf 4. Waldorf - 4. Verbandsgemeinde Brohltal 1. Brenk 2. Burgbrohl 3. Dedenbach 4. Galenberg 5. Glees 6. Hohenleimbach 7. Kempenich 8. Königsfeld 9. Niederdürenbach 10. Niederzissen * 11. Oberdürenbach 12. Oberzissen 13. Schalkenbach 14. Spessart 15. Wassenach 16. Wehr 17. Weibern |

## Képek

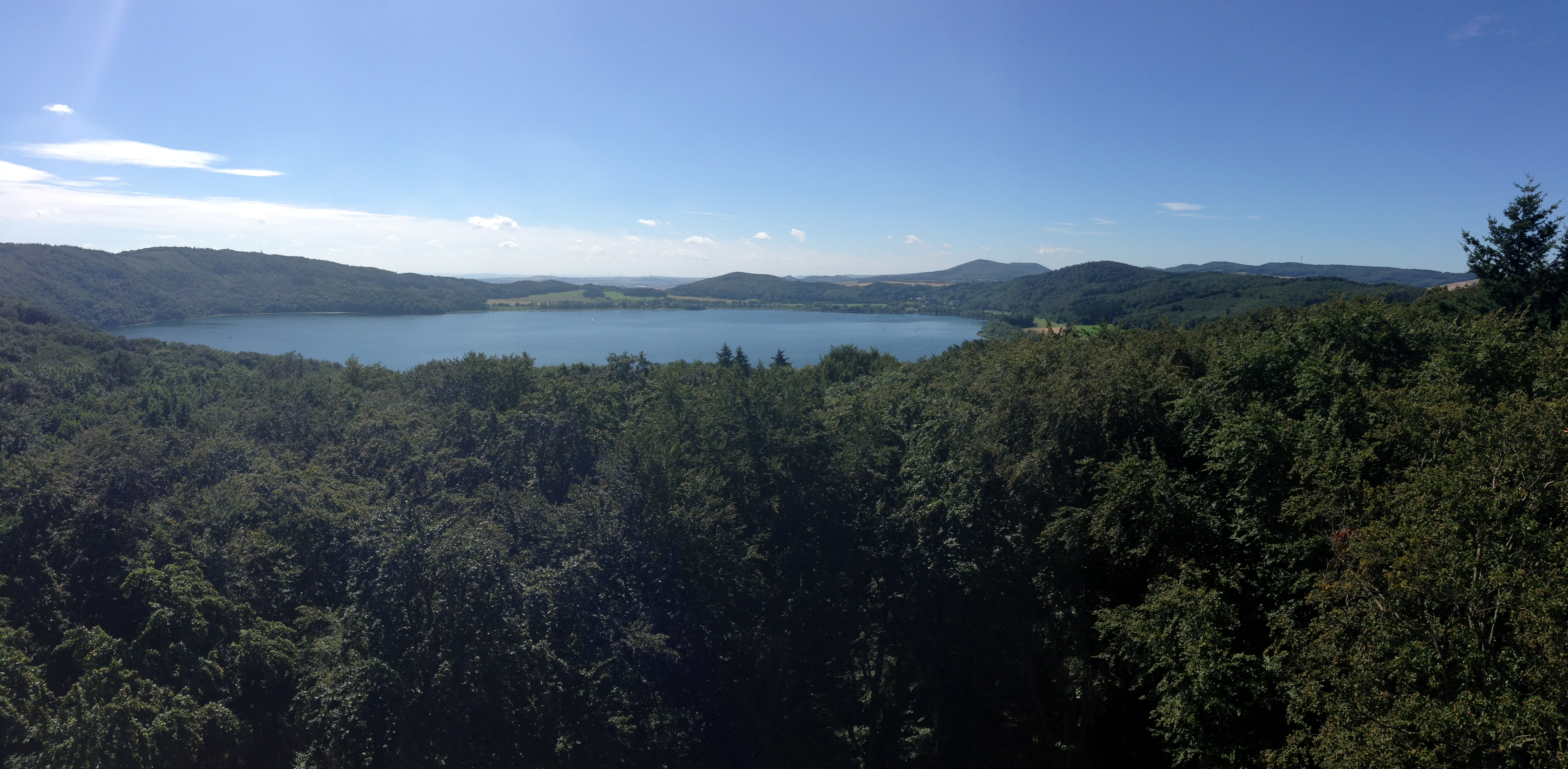
A Laacher See
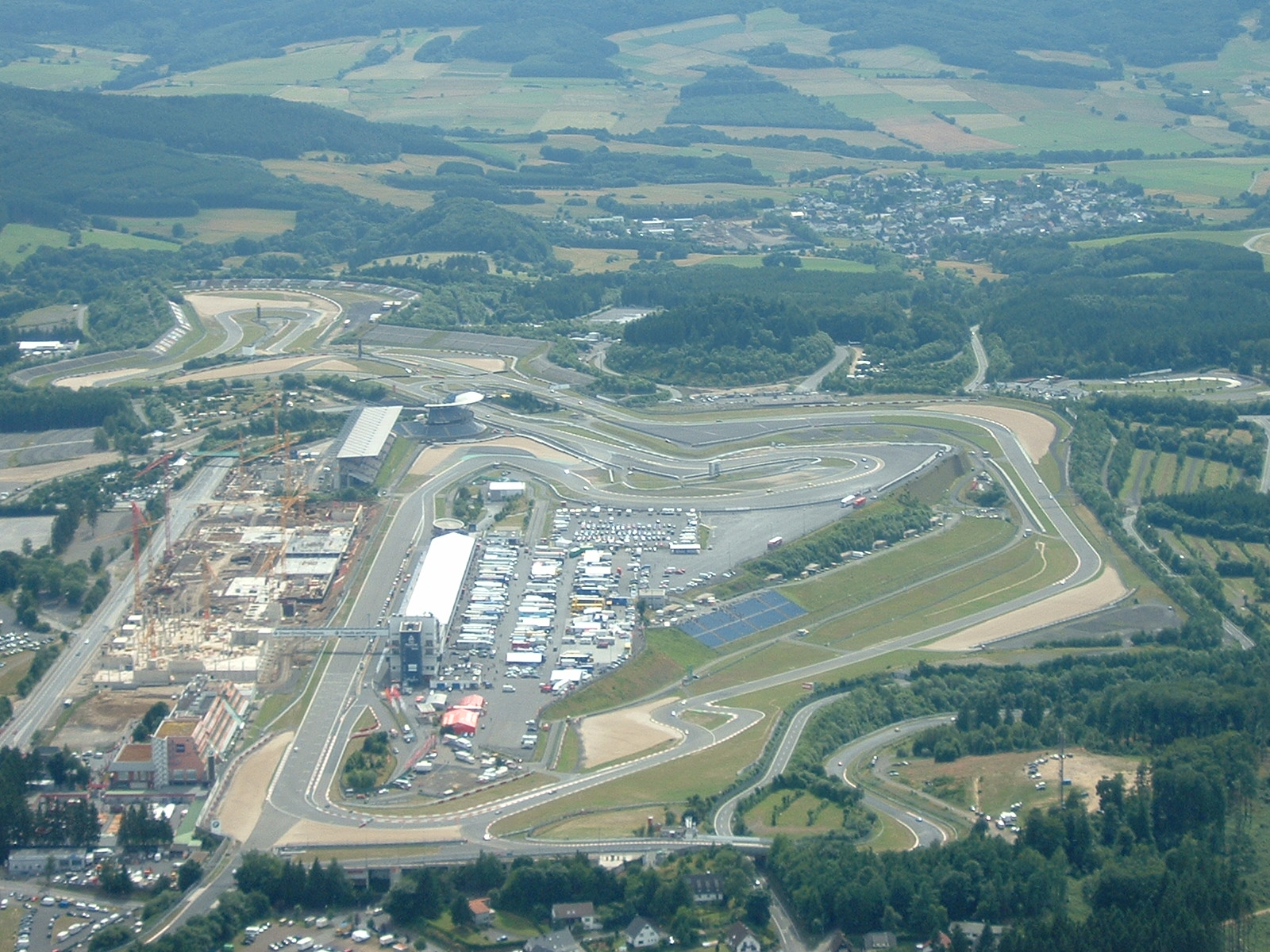
A Nürburgring
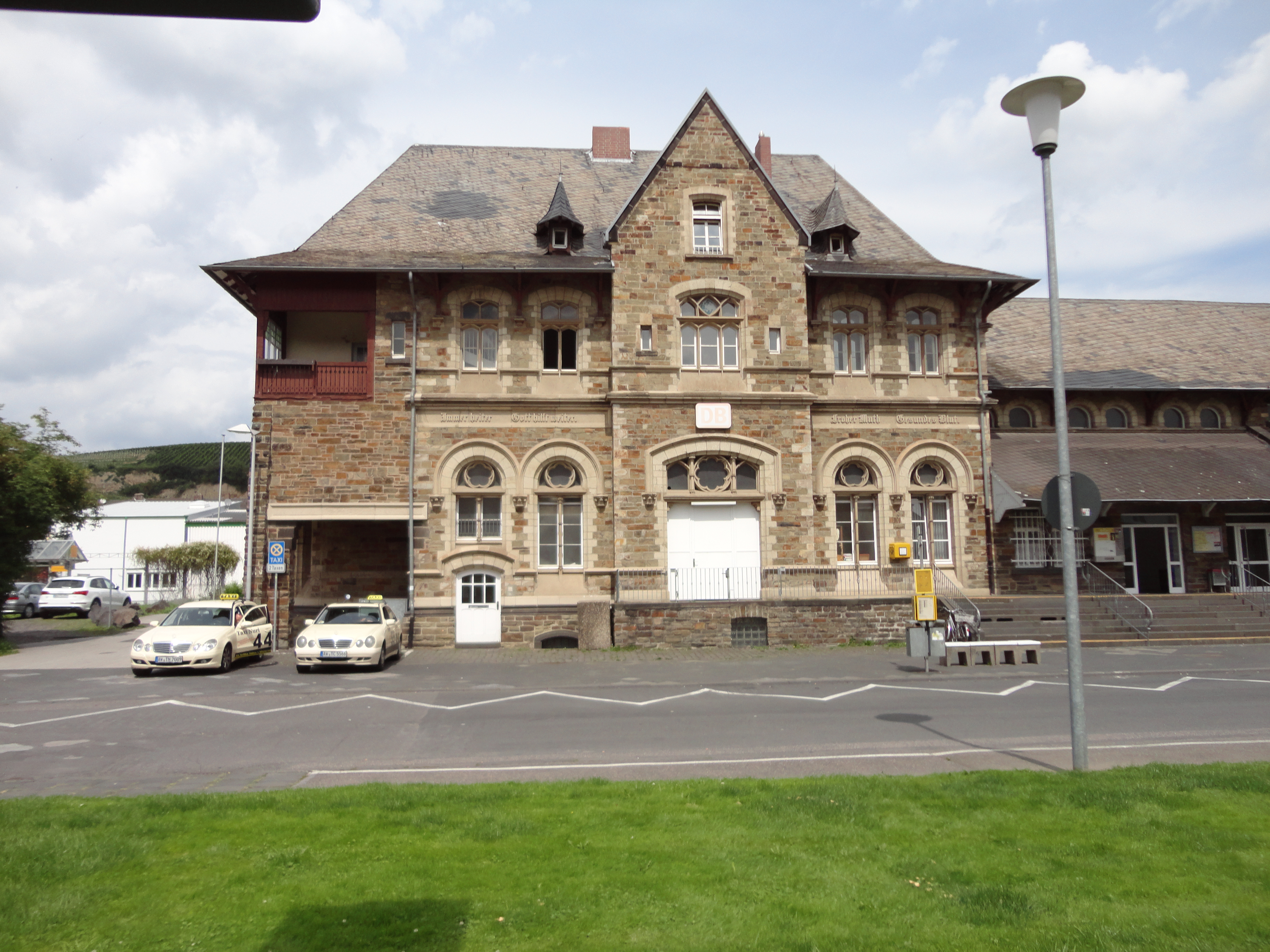
Vasútállomás Bad Neuenah
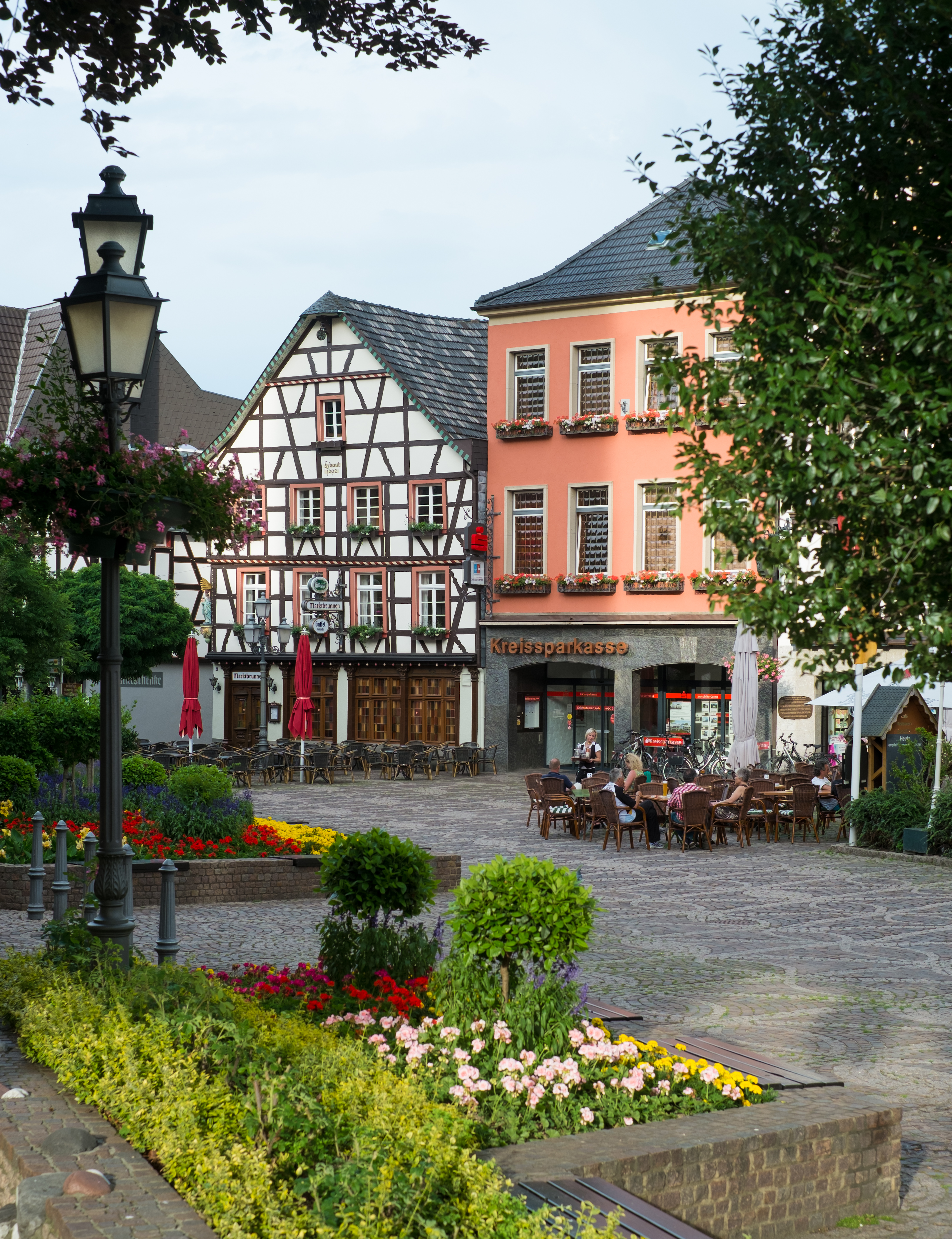
Ahrweiler
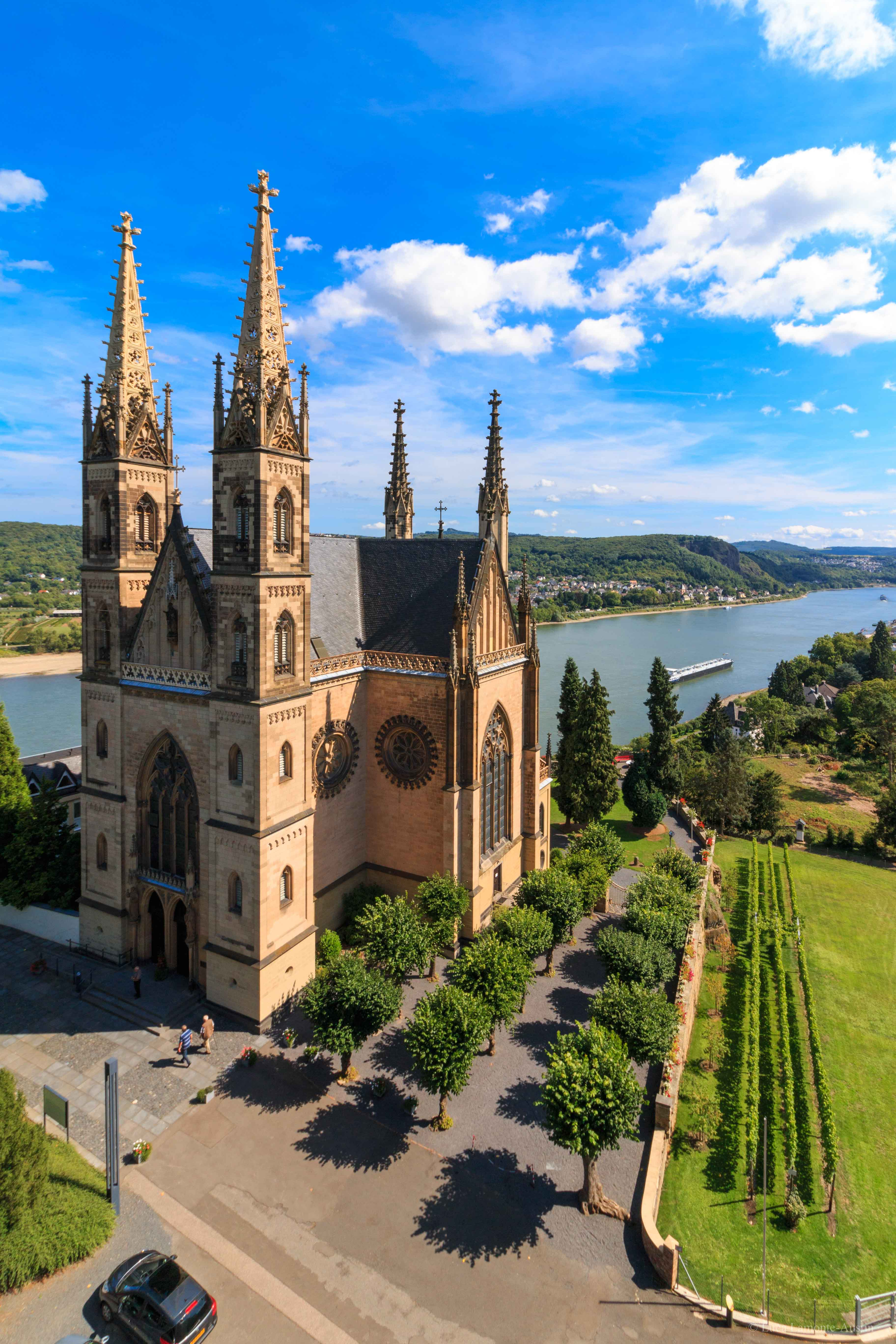
Remagen
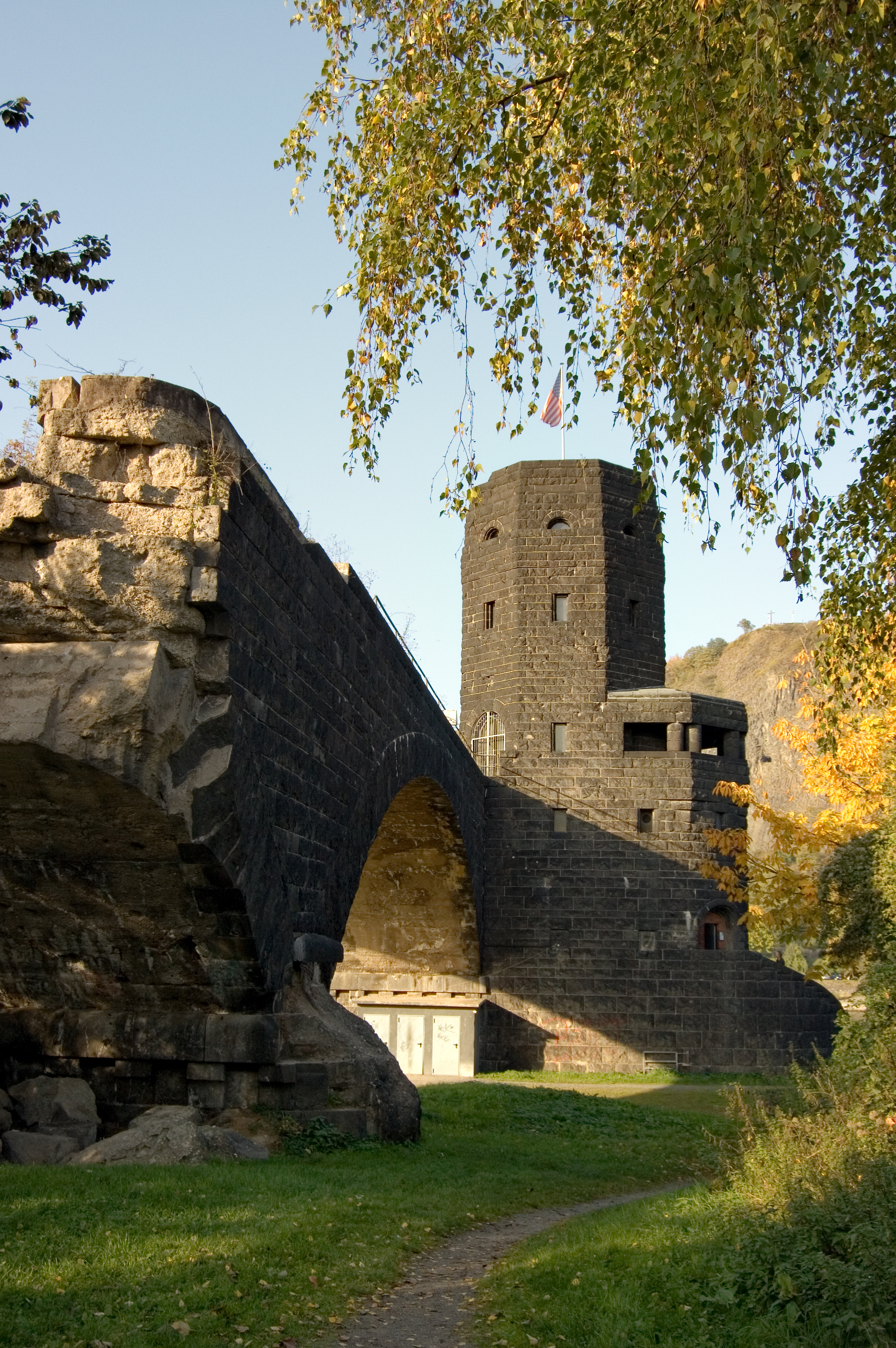
A remageni hídrom
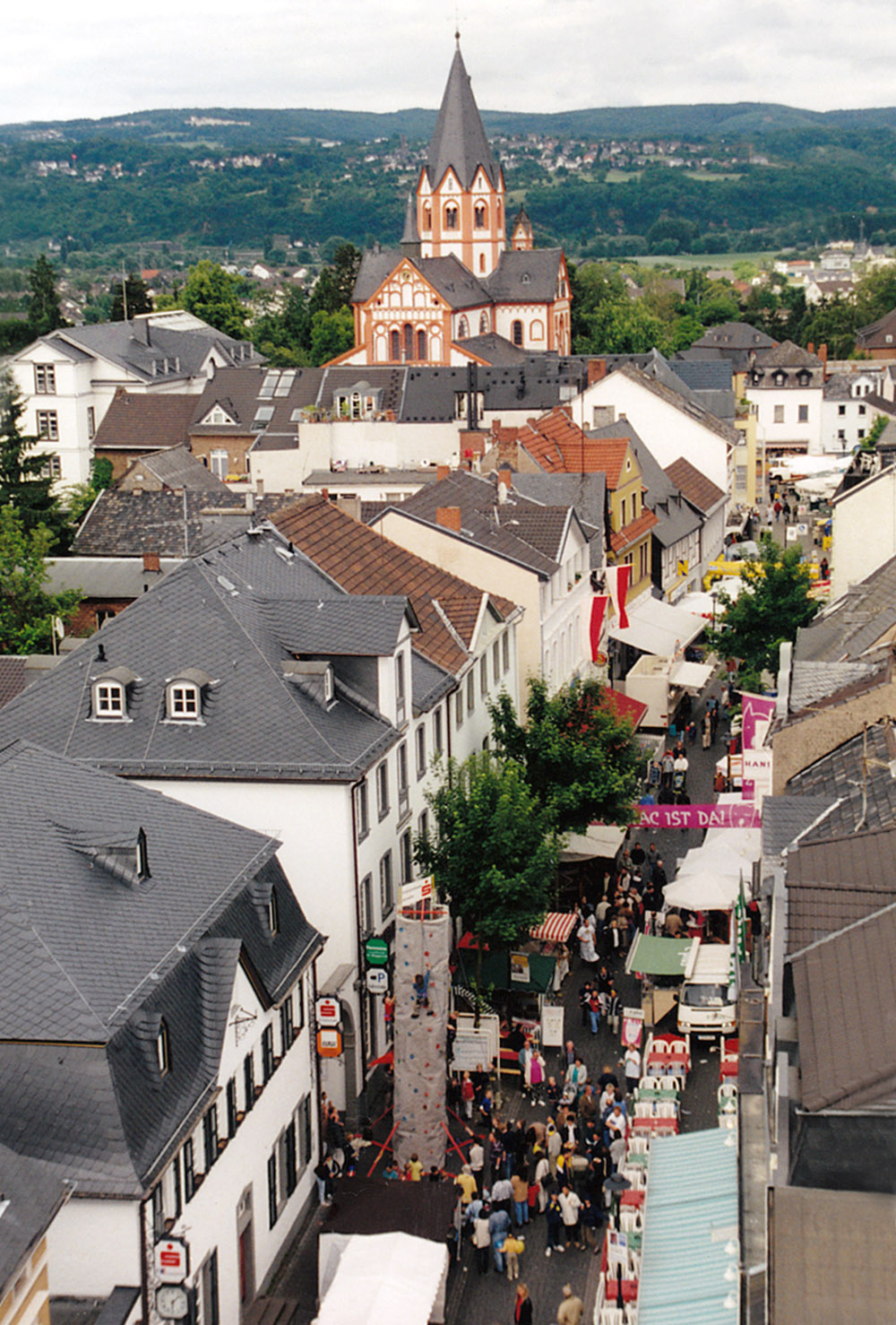
Sinzig
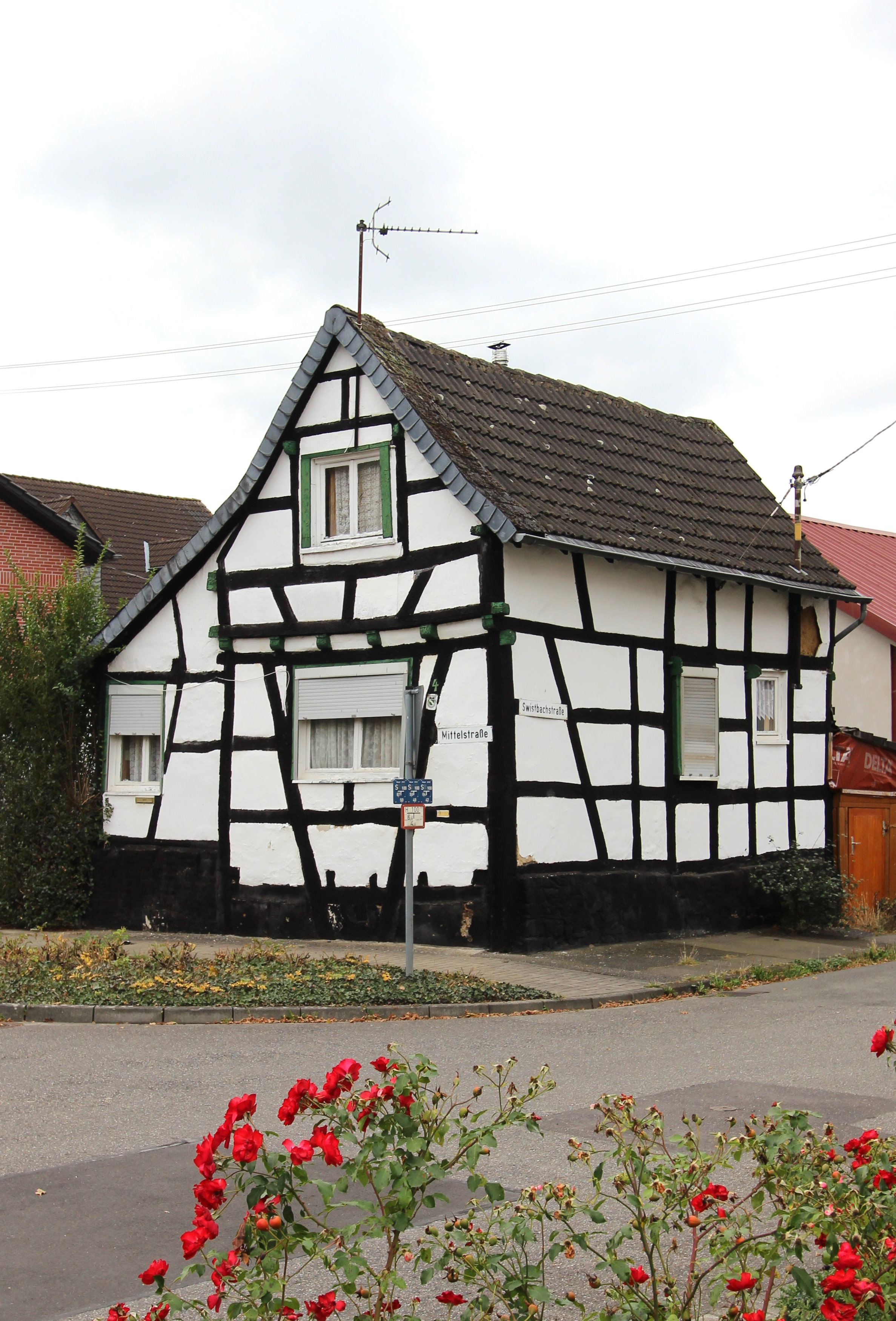
Grafschaft
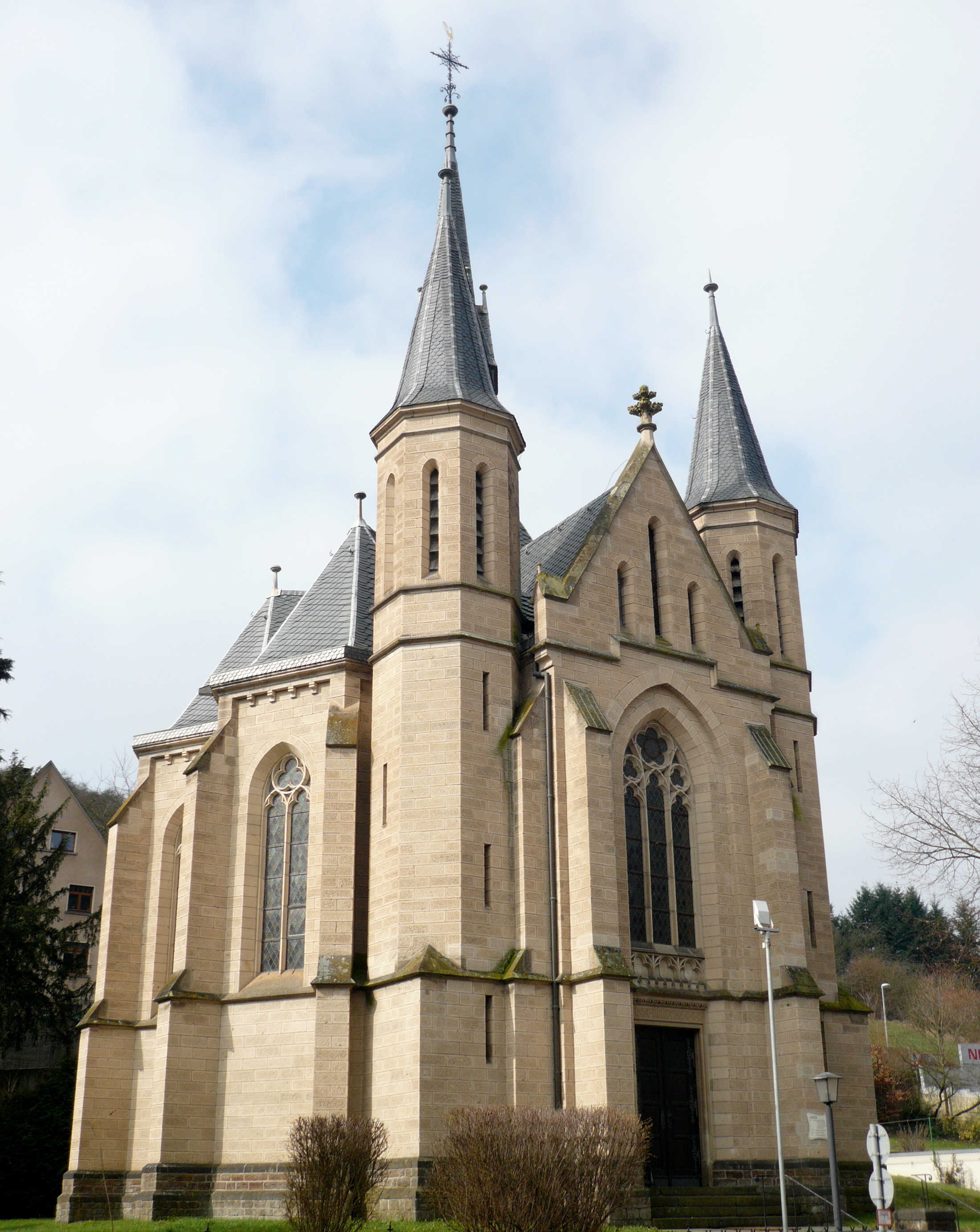
Adenau
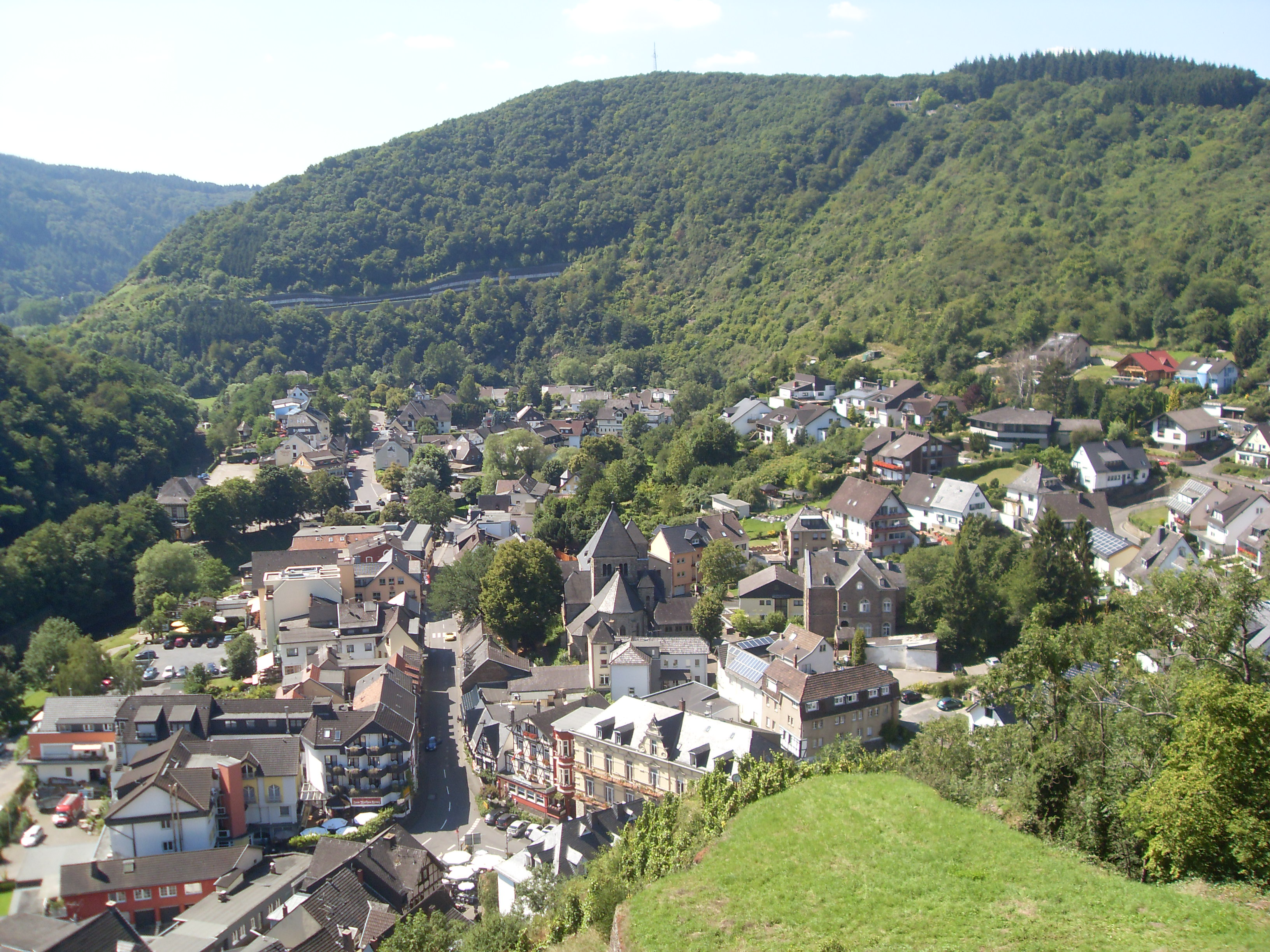
Altenahr
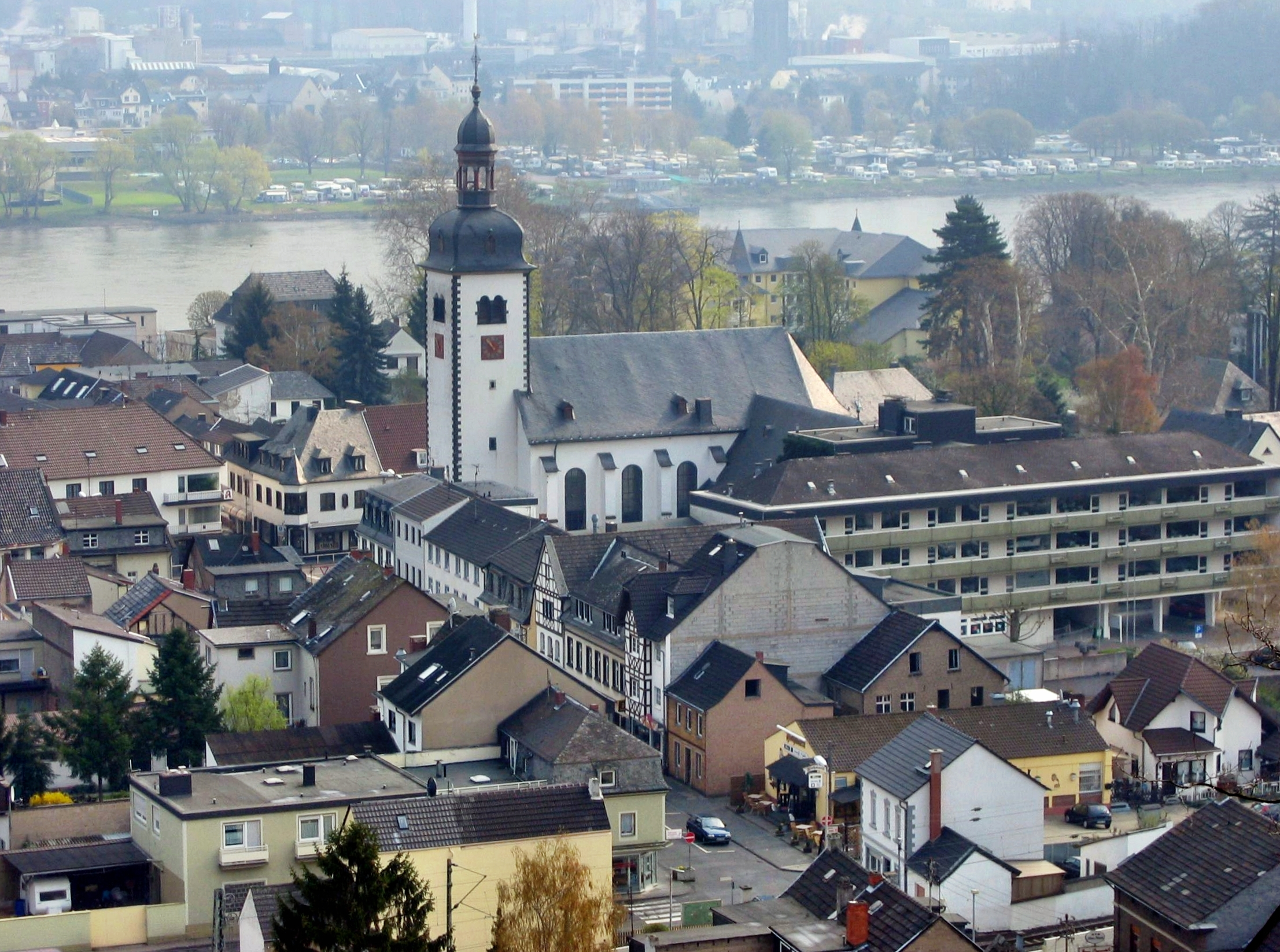
Bad Breisig
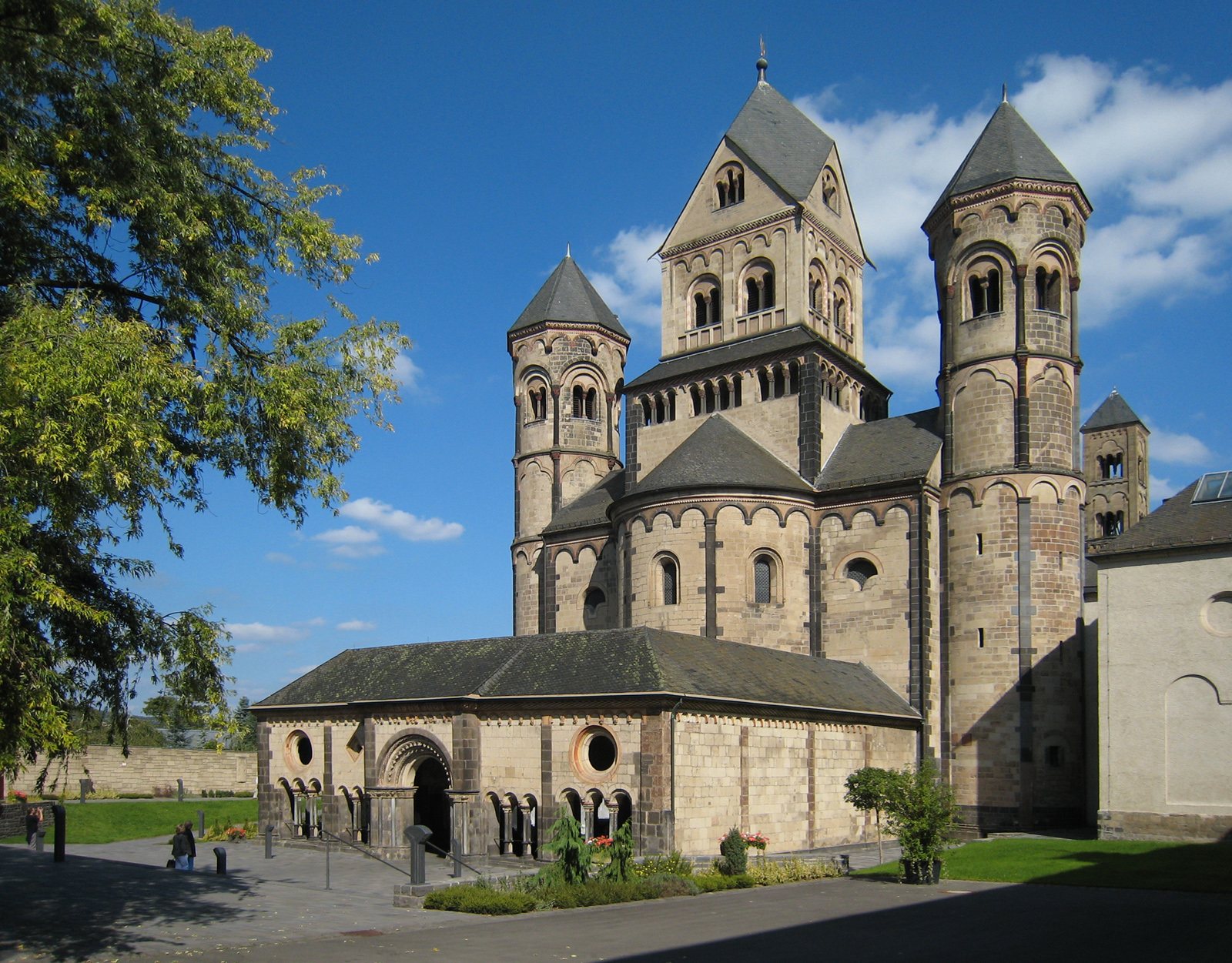
Maria Laach

## Fordítás
- Ez a szócikk részben vagy egészben  a   Kreis Ahrweiler című német Wikipédia-szócikk fordításán alapul.  Az eredeti cikk szerkesztőit annak laptörténete sorolja fel. Ez a jelzés csupán a megfogalmazás eredetét és a szerzői jogokat jelzi, nem szolgál a cikkben szereplő információk forrásmegjelöléseként.